# FIBA Europapokal der Landesmeister 1965/66
Die Saison 1965/66 war die 9. Spielzeit des FIBA Europapokal der Landesmeister, der von der FIBA Europa veranstaltet wurde.
Den Titel gewann erstmals Simmenthal Olimpia Milano aus Italien.

## Modus
An der Endrunde nahmen die 16 Meister der jeweiligen nationalen Liga teil, inklusive Titelverteidiger Real Madrid. Zuerst wurde eine Qualifikation gespielt. Die Sieger der Spielpaarungen wurden in Hin- und Rückspiel ermittelt. Entscheidend war das gesamte Korbverhältnis beider Spiele.
Die Sieger der Spielpaarungen im Achtelfinale und in der Top-8-Gruppenphase wurden ebenfalls in Hin- und Rückspiel ermittelt. Der Gewinner des Wettbewerbs wurde in einem Final-Four-Turnier ermittelt.

## 1. Runde (Qualifikation)
|                         | Gesamt  |                           | Hinspiel | Rückspiel | Entscheidungsspiel |
| ----------------------- | ------- | ------------------------- | -------- | --------- | ------------------ |
| Fenerbahçe Istanbul     | 143:146 | Dinamo Bukarest           | 85:71    | 58:75     |                    |
| WAC Casablanca          | 193:191 | Benfica Lissabon          | 53:54    | 77:76     | 63:61 1            |
| Handelsministerium Wien | 139:161 | Vorwärts Leipzig          | 75:82    | 64:79     |                    |
| EBC Kopenhagen          | 96:171  | TJ Slavia VŠ Prag         | 57:84    | 39:87     |                    |
| MTV Gießen              | 150:191 | Simmenthal Olimpia Milano | 77:88    | 73:103    |                    |
| BBC Etzella             | 98:162  | ZSKA Sofia                | 51:72    | 47:90     |                    |
| Belfast Collegians      | 84:152  | Denain Basket             | 51:78    | 33:74     |                    |
| KR Reykjavík            | 109:149 | Alvik BK                  | 48:60    | 61:89     |                    |
| AEK Athen               | 153:150 | Wisła Krakau              | 72:71    | 81:79     |                    |
| Aldershot Warriors      | 144:213 | Racing Basket Mechelen    | 83:113   | 61:100    |                    |

## Teilnehmer an der Endrunde
| Teilnehmer       | Teilnehmer | Teilnehmer                |
| Land             | Anzahl     | Mannschaften              |
| ---------------- | ---------- | ------------------------- |
| Belgien          | 1          | Racing Basket Mechelen    |
| Bulgarien        | 1          | ZSKA Sofia                |
| DDR              | 1          | Vorwärts Leipzig          |
| Finnland         | 1          | Helsingin Kisa-Toverit    |
| Frankreich       | 1          | ASC Denain-Voltaire       |
| Griechenland     | 1          | AEK Athen                 |
| Island           | 1          | KR Reykjavík              |
| Italien          | 1          | Simmenthal Olimpia Milano |
| Jugoslawien      | 1          | KK Zadar                  |
| Marokko          | 1          | WAC Casablanca            |
| Rumänien         | 1          | Dinamo Bukarest           |
| Schweden         | 1          | Alvik BK                  |
| Sowjetunion      | 1          | ZSKA Moskau               |
| Spanien          | 1          | Real Madrid               |
| Tschechoslowakei | 1          | TJ Slavia VŠ Prag         |
| Ungarn           | 1          | Honvéd Budapest           |

## Achtelfinale
|                        | Gesamt  |                           | Hinspiel | Rückspiel | Entscheidungsspiel |
| ---------------------- | ------- | ------------------------- | -------- | --------- | ------------------ |
| Racing Basket Mechelen | 210:150 | Helsingin Kisa-Toverit    | 116:76   | 99:74     |                    |
| Honvéd Budapest        | 181:144 | TJ Slavia VŠ Prag         | 62:100   | 81:82     |                    |
| Vorwärts Leipzig       | 123:175 | ZSKA Moskau               | 66:87    | 57:88     |                    |
| WAC Casablanca         | 172:238 | AEK Athen                 | 96:113   | 76:125    |                    |
| Alvik BK               | 149:204 | Real Madrid               | 88:113   | 61:91     |                    |
| Denain Basket          | 126:139 | ZSKA Sofia                | 61:53    | 65:86     |                    |
| Hapoel Tel Aviv        | 118:187 | Simmenthal Olimpia Milano | 65:80    | 53:87     |                    |
| Dinamo Bukarest        | 213:217 | KK Zadar                  | 92:78    | 56:70     | 65:69 2            |

## Gruppenphase (Top 8)
Die Sieger der Spielpaarungen in der erstmals ausgetragenen Gruppenphase wurden in Hin- und Rückspiel ermittelt. Entscheidend war das Gesamtergebnis beider Spiele. Wer dies für sich entschied, bekam den Sieg gutgeschrieben.
Bei Punktgleichheit zweier oder dreier Teams entschied nicht das Korbverhältnis, sondern der direkte Vergleich untereinander.

### Gruppe A
| Team                         | Sp | S | N | P+  | P-  |
| ---------------------------- | -- | - | - | --- | --- |
| 1. TJ Slavia VŠ Prag         | 3  | 2 | 1 | 490 | 480 |
| 2. Simmenthal Olimpia Milano | 3  | 2 | 1 | 530 | 476 |
| 3. Racing Basket Mechelen    | 3  | 1 | 2 | 553 | 570 |
| 4. Real Madrid               | 3  | 1 | 2 | 494 | 508 |

### Gruppe B
| Team           | Sp | S | N | P+  | P-  |
| -------------- | -- | - | - | --- | --- |
| 1. ZSKA Moskau | 3  | 2 | 1 | 453 | 397 |
| 2. AEK Athen   | 3  | 2 | 1 | 413 | 426 |
| 3. ZSKA Sofia  | 3  | 2 | 1 | 418 | 421 |
| 4. KK Zadar    | 3  | 0 | 3 | 410 | 450 |

## Final Four
Erstmals in der Geschichte des Europapokals der Landesmeister wurde der Turniersieger in einem Final Four ermittelt. Spielorte waren Mailand und Bologna.

### Halbfinale
|                   | Ergebnis |                           |
| ----------------- | -------- | ------------------------- |
| TJ Slavia VŠ Prag | 103:73   | AEK Athen                 |
| ZSKA Moskau       | 57:68    | Simmenthal Olimpia Milano |

### Spiel um Platz 3
|           | Ergebnis |             |
| --------- | -------- | ----------- |
| AEK Athen | 62:85    | ZSKA Moskau |

### Finale
Das Endspiel fand in Bologna statt.
|                           | Ergebnis |                   |
| ------------------------- | -------- | ----------------- |
| Simmenthal Olimpia Milano | 77:72    | TJ Slavia VŠ Prag |

- Final-Topscorer:  Jiří Zídek (TJ Slavia VŠ Prag): 22 Punkte